# Colui che gli dei vogliono distruggere
Colui che gli dei vogliono distruggere  è un libro di Gianluca Morozzi pubblicato nel 2009 per l'editrice Guanda.

## Trama
Terra L: un mondo quasi uguale al nostro, a parte qualche differenza. Fra i tetti di Bologna, su Terra L, vive un supereroe, Leviatan. Da più di un secolo difende l'umanità. Nella sua identità segreta, Leviatan si fa chiamare Daniel, vende dischi e fumetti ed è fidanzato con un'isterica scrittrice di romanzi erotici. Che è innamorata di Leviatan. Su Terra L vive anche un altro eroe, un uomo che ha scritto tutte le canzoni più famose della storia della musica: Johnny Grey. Artisti come David Bowie o Lou Reed, privati del proprio sfogo artistico, sono diventati supercriminali. Terra Prima: il nostro mondo rassicurante. Qui i supereroi vivono soltanto nei fumetti, e David Bowie e Lou Reed sono rispettate rockstar. Su Terra Prima, un musicista di nome Kabra ha pochi giorni per scrivere la canzone che rilancerà i Despero, la sua storica band.

## Edizioni
- Gianluca Morozzi, Colui che gli dei vogliono distruggere, Guanda, 2009,  p. 336, ISBN 9788882468989.